# Цвєтков Всеволод Іванович
Всеволод Іванович Цвєтков (* 16 березня 1918 — † 2011) — радянський, український актор, режисер, педагог, професор. Заслужений артист РРФСР (1971). Заслужений артист УРСР.

## Життєпис
Працював у театрах Воронежа, Києва, Одеси, Харкова, Ярославля.
Учасник нацистсько-радянської війни з перших днів — в Київському фронтовому театрі Червоноармійського військового округу.
1942 року в часі прориву нацистів під Сталінградом група акторів потрапила в оточення, Цвєтков стає бійцем діючої армії; зумів привести «язика», за що був нагороджений орденом Червоного Прапора.
В 1943 році після важкого поранення демобілізований; нагороджений орденом «За мужність», загалом отримав двадцять бойових нагород. Протягом двох років виступав в Читинському театрі.
Закінчив 1948 року акторську майстерню народного артиста СРСР Л. І. Сердюка, Харківського державного театрального інституту, в 1954 році — режисерський факультет цього ж інституту — у О. Г. Крамова, В. М. Арістова.
Працював в Воронезькому драматичному театрі ім. О. Кольцова, з 1957 року — режисер на Харківській обласній кіностудії, в тому часі знімав цикл «Гордість та слава російської літератури». 1961 року прийнятий на роботу оператором до Ялтинської кіностудії.
1965 року у Москві закінчив режисерську лабораторію у Михайла Кедрова; згодом підвищував режисерську майстерність у Георгія Товстоногова.
Поставив на Ялтинській кіностудії фільми:
- «На дачі»,
- «Дресирувальники», 1961, короткометражний, сценарист Юрій Сотник, музика Миколи Будашкіна, художник Петро Максименко, серед акторів — Георгій Віцин, Ніна Іванова,

- «Важкі діти» — 1963, музика Валерія Петрова, знімалися Тетяна Пельтцер, Ольга Порудолінська, Елеонора Прохніцька, Антоніна Дмитрієва, Герман Качин, Галина Малиновська, Ганна Троїцька, Михайло Васильєв.

Був актором та режисером Ярославського театру ім. Волкова, викладав у Ярославському театральному училищі.
У 1973—1980 роках керував кафедрою режисури драматичного театру Харківського національного університету мистецтв, професор. У Харківській державній академії культури працював на посаді професора з 1997 по 2005 рік, був одним з організаторів факультету кіно-, телемистецтва.
Основні праці:
- Цвєтков В. I., Гордєєв С. I., Борис I. О. Майстернiсть режисера. Евристичнi завдання по управлiнню творчим процесом: навч.-метод. посiб. для студ. ХДIК / Харків. держ. iн-т культури. — Харків, 1997. — 41 с.

- «Головне джерело творчості»,
- «Схеми режисерського аналізу та постановочного плану спектаклю»,
- «Шлях до спектаклю», навчальний посібник, 1992,
- збірка його лекцій «Основи класичної режисури» — Харків, 2008.

Серед його учнів — харківська акторка, кандидат мистецтвознавства Колчанова Людмила Миколаївна.